# کبوتر میوه‌خوار تاج‌دار
کبوتر میوه‌خوار تاج‌دار (نام علمی: Ptilinopus coronulatus) که به نام کبوتر میوه‌خوار کلاه‌یاسی نیز شناخته می‌شود، گونه‌ای از پرندگان خانواده کبوتران (Columbidae) است. در گینه نو یافت می‌شود. زیستگاه‌های طبیعی آن جنگل‌های خشک نیمه‌گرمسیری یا گرمسیری و جنگل‌های جلگه‌ای نمناک نیمه‌گرمسیری یا گرمسیری، به‌ویژه در مناطق تپه‌سار است. این پرنده با یک تاج متمایز یا «تاجی» از پرهای روی سرش مشخص می‌شود و صدایی متمایز و کم‌صدا دارد. کبوتر تاج‌دار میوه‌ای پرنده‌ای با رنگ روشن با سر، گردن و سینه سبز و شکم زرد است.